# Miguel Bosé
Luis Miguel Luchino González Dominguín (n. 3 aprilie 1956, Ciudad de Panamá, Panama), cunoscut drept Miguel Bosé, este un cântăreț și actor spaniol.